# Ljusvattstjärnen
Ljusvattstjärnen är en sjö i Arvidsjaurs kommun i Lappland och ingår i Skellefteälvens huvudavrinningsområde. Sjön har en area på 0,0883 kvadratkilometer och ligger 400,3 meter över havet.

## Delavrinningsområde
Ljusvattstjärnen ingår i det delavrinningsområde (725530-166405) som SMHI kallar för Inloppet i Skatträsket. Medelhöjden är 403 meter över havet och ytan är 8,19 kvadratkilometer. Det finns ett avrinningsområde uppströms, och räknas det in blir den ackumulerade arean 10,54 kvadratkilometer. Skatträskbäcken som avvattnar avrinningsområdet har biflödesordning 3, vilket innebär att vattnet flödar genom totalt 3 vattendrag innan det når havet efter 151 kilometer. Avrinningsområdet består mestadels av skog (37 procent) och sankmarker (32 procent). Avrinningsområdet har 2,19 kvadratkilometer vattenytor vilket ger det en sjöprocent på 26,8 procent.